# Eugen Lanti
Eugen Lanti (pseudonym Eugena Adama) (19. července 1879 – 1. ledna 1947) byl normandský učitel a v esperantu píšící spisovatel.
Jeho sloh byl prostý, sarkastický, užívání přípon a předpon zredukoval na minimum dle zásady „sufiĉo kaj neceso“ (přípona jen jako nutnost). Založil svaz Sennacieca Asocio Tutmonda a byl dlouholetým redaktorem třídní revue Sennaciulo.

### Překlady
- Skizo pri filozofio de l'homa digno od Gillese
- Kandid a Tri verkoj de Volter od Voltaira